# الهندسة المعمارية المركزية من إنتل
الهندسة المعمارية المركزية من إنتل (IHA) (Intel Hub Architecture)
هي الهندسة المعمارية لشرائح إنتل من عائلة 8xx، بداية من إنتل 810. تستخدم مركز التحكم بالذاكرة (MCH) والمرتبطة مع مركز التحكم بالمدخلات والمخرجات (ICH) من خلال ناقل بسرعة 266 ميجابايت/ثانية. وهذا ما يسمى بعض الأحيان اتصال الوسائط المباشر (DMI). شريحة MCH تدعم الذاكرة ومنفذ الرسوميات السريع (AGP)، بينما توفر شريحة ICH اتصال لمنفذ الملحقات الإضافية (PCI),ناقل متسلسل عام (USB), الصوت, الأقراص الصلبة IDE والشبكة المحلية (LAN).
تدعي إنتل، انه بسبب القناة فائقة السرعة بين الأقسام فإن IHA أسرع من تصميم الجسر الشمالي/الجنوبي، والتي تربط كل المنافذ السريعة بناقل منفذ الملحقات الإضافية (PCI). كما يحسن الـ IHA نقل البينات على حسب النوع.

## الجيل القادم
تم تطبيق واجهة 2.0 المركزية من إنتل في خط إنتاج الشرائح من خوادم إنتل E7xxx.الإصدار الجديد يسمح مسار البينات المصممة لنقل أكثر من 1.0 جيجابايت/ثانية من وإلى MCH، والذي يدعم شرائح المدخلات والمخرجات مع ثقة أكثر وسرعة في دخول شبكات عالية السرعة.

## لوابط خارجية
- أول شريحة من إنتل تستخدم IHA